# Саковщинский сельсовет
Саковщинский сельсовет (белор. Сакаўшчынскі сельсавет) — упразднённая административная единица на территории Воложинского района Минской области Республики Беларусь.

## Административное устройство
28 июня 2013 года Саковщинский сельсовет упразднён. Часть населённых пунктов включена в состав Вишневского сельсовета (Адамово', Борок, Запурье, Каливария, Кибы, Климы, Неровы, Савичи, Слайковщина), другая часть в состав Воложинского сельсовета (Саковщина', Бартениха, Бомболы, Борки Низовые, Буни, Вялец, Журавцы, Замостяны, Кражино, Криница, Немони, Новоселки, Петрашунцы, Подкалино, Прудники, Стайки, Чертовичи).

## Географическое положение
Саковщинский сельсовет расположен на западе от города Воложин. По территории сельсовета протекает река Западная Березина. Административный центр — агрогородок Саковщина находится в 12 км от районного центра — города Воложин.

## История
Сельсовет был образован в 1945 году. В 1955 году его укрупнили путём присоединения Адамовского и Стайковского сельсоветов.

## Демография
На 1 января 2012 года проживало 1505 человек. Среди них моложе трудоспособного возраста — 132 человека, трудоспособного возраста — 716 человек, 657 пенсионеров.

## Состав
Саковщинский сельсовет включает 26 населённых пунктов:
- Адамово — деревня.
- Бартениха — деревня.
- Бомболы — деревня.
- Борки Низовые — деревня.
- Борок — деревня.
- Буни — деревня.
- Вялец — деревня.
- Журавцы — деревня.
- Замостяны — деревня.
- Запурье — деревня.
- Каливария — деревня.
- Кибы — деревня.
- Климы — деревня.
- Кражино — деревня.
- Криница — деревня.
- Немони — деревня.
- Неровы — деревня.
- Новоселки — деревня.
- Петрашунцы — деревня.
- Подкалино — деревня.
- Прудники — деревня.
- Савичи — деревня.
- Саковщина — агрогородок.
- Слайковщина — деревня.
- Стайки — деревня.
- Чертовичи — деревня.

## Производственная сфера
- КСУП «Саковщина-Агро» (до 2004 года колхоз «1 Мая»)
- Филиал № 7 ОАО «Белтрубопроводстрой» по производству сельскохозяйственной продукции (до 2003 года колхоз им. Черняховского)

## Социально-культурная сфера
- ГУО «Саковщинский учебно-педагогический комплекс детский сад-средняя школа им. В. А. Коваленко»
- Филиал Вишневской музыкальной школы
- 2 ФАПа: Саковщинский и Адамовский.
- 2 сельских Дома культуры: Адамовский и Саковщинский
- 2 библиотеки: Адамовская, Саковщинская.

## Знаменитые земляки
- Коваленко, Виктор Антонович — критик и литературовед, прозаик, академик Академии наук Республики Беларусь, доктор филологических наук
- Карзюк Виктор Иванович — декан факультета прикладной математики Белорусского государственного университета
- Адамейко Василий Иванович — кандидат военных наук, преподаватель Военной академии связи им. С. М. Буденного
- Лукашанец Александр Александрович — кандидат филологических наук
- Раковец Евгений Васильевич — кандидат сельскохозяйственных наук
- Ботян Алексей Николаевич — Герой России.